# Csiga-lyuk
A Csiga-lyuk a Duna–Ipoly Nemzeti Park területén lévő Pilis hegységben, a Csévi-szirteken található egyik barlang.

## Leírás
Pilisszentléleken, a Pilis hegy Ny-i oldalában elhelyezkedő Csévi-szirteken (fokozottan védett területen) található a barlang. A Legény-barlangtól 230°-ra 30 m-re, az ösvénytől 5 m-re helyezkedik el a Csiga-lyuk bejárata. A vízszintes tengelyirányú, 1,1 m széles és 1 m magas bejárat oldásos és áthajló sziklafal tövében fekszik.
A járat elszűkül beljebb, majd kissé kitágul végén, ahol egy zömök, 10 cm-es állócseppkő van. A 4,7 m hosszú barlang gyakorlatilag vízszintes. Legnagyobb része csak kúszva járható. Falain oldásformák, hidegvizes borsókövek és fosszilis cseppkövek figyelhetők meg. Teljesen száraz az üreg, avar és humusz a kitöltése. Sok pók és csiga fordul elő benne. A barlangjáró alapfelszereléssel bejárható barlang megtekintéséhez nem kell engedély.
1990-ben volt először Csiga-lyuknak nevezve a barlang az irodalmában.

## Kutatástörténet
1990-ben Kárpát József mérte fel a Csiga-lyukat, majd a felmérés alapján megszerkesztette a barlang 1:100 méretarányú alaprajz térképét és 2 keresztmetszet térképét. Az alaprajz térképen látható a 2 keresztmetszet elhelyezkedése a barlangban. Ebben az évben Kárpát József elkészítette a Legény-barlang környékének (Csévi-szirtek) áttekintő térképét. A térképen látható a Csiga-lyuk (a térképen Csiga) bejáratának földrajzi elhelyezkedése.
A Kárpát József által írt és 1990-ben készült kéziratban szó van arról, hogy a Csiga-lyuknak (Pilisszentlélek) a Legény-barlangtól 230°-ra 30 m-re, az ösvénytől 5 m-re helyezkedik el a bejárata. A vízszintes tengelyirányú, 1,1 m széles és 1 m magas bejárat oldásos és áthajló sziklafal tövében fekszik. A járat elszűkül beljebb, majd kissé kitágul végén, ahol egy zömök, 10 cm-es állócseppkő van. A 4,7 m hosszú barlang gyakorlatilag vízszintes. Legnagyobb része csak kúszva járható. Falain oldásformák, hidegvizes borsókövek és fosszilis cseppkövek figyelhetők meg. Teljesen száraz az üreg, avar és humusz a kitöltése. Sok pók és csiga fordul elő benne. Eddig nem szerepelt leírásokban. Az ismertetésbe bekerült a barlang alaprajz térképe, 2 keresztmetszet térképe és a Legény-barlang környékének (Csévi-szirtek) áttekintő térképe.
A Kárpát József által írt 1991-es kéziratban meg van említve, hogy a Csiga-lyuk (Piliscsév) 5 m hosszú és nincs mélysége. 2002-ben a Barlangtani Intézet megbízásából az Ariadne Karszt- és Barlangkutató Egyesület két tagja, Kovács Richárd és Szabó Evelin mérték fel a 4840-76 barlangkataszteri számú Csiga-lyukat. Kovács Richárd a felmérés alapján megszerkesztette a barlang alaprajz térképét, hosszmetszet térképét és 2 keresztmetszet térképét. A felmérés szerint a barlang 5,2 m hosszú és +1,8 m mély. 2002-ben Kovács Richárd szerkesztett egy olyan térképet is, amelyen a Legény-barlang melletti átjáró és a Csiga-lyuk alaprajz térképe együtt látható. Az egyesület 2005. évi jelentésében az olvasható, hogy a 4840-76 barlangkataszteri számú Csiga-lyuk 5,2 m hosszú, 1,7 m függőleges kiterjedésű, 0 m mély, 1,7 m magas és 4,8 m vízszintes kiterjedésű.
Az egyesület 2008. évi jelentése szerint a 4840-76 barlangkataszteri számú Csiga-lyuk 5,2 m hosszú, 1,7 m függőleges kiterjedésű, 0 m mély, 1,7 m magas és 4,8 m vízszintes kiterjedésű. Az egyesület 2009. évi jelentése szerint a 4840-76 barlangkataszteri számú Csiga-lyuk 5,2 m hosszú, 1,7 m függőleges kiterjedésű, 0 m mély, 1,7 m magas és 4,8 m vízszintes kiterjedésű. Az egyesület 2010. évi jelentése szerint a 4840-76 barlangkataszteri számú Csiga-lyuk 5,2 m hosszú, 1,7 m függőleges kiterjedésű, 0 m mély, 1,7 m magas és 4,8 m vízszintes kiterjedésű.
Az egyesület 2011. évi jelentése szerint a 4840-76 barlangkataszteri számú Csiga-lyuk 5,2 m hosszú, 1,7 m függőleges kiterjedésű, 0 m mély, 1,7 m magas és 4,8 m vízszintes kiterjedésű. Az egyesület 2013. évi jelentése szerint a 4840-76 barlangkataszteri számú Csiga-lyuk 5,2 m hosszú, 1,7 m függőleges kiterjedésű, 0 m mély, 1,7 m magas és 4,8 m vízszintes kiterjedésű. Az egyesület 2014–2015. évi jelentése szerint a 4840-76 barlangkataszteri számú Csiga-lyuk 5,2 m hosszú, 1,7 m függőleges kiterjedésű, 0 m mély, 1,7 m magas és 4,8 m vízszintes kiterjedésű.